# Gladwyn Jebb
Gladwyn Jebb, właśc. sir Hubert Miles Gladwyn Jebb (ur. 25 kwietnia 1900 w Firbeck Hall, zm. 24 października 1996 w Halesworth) – brytyjski polityk i dyplomata, pełniący obowiązki sekretarza generalnego ONZ od 24 października 1945 do 2 lutego 1946 roku.

## Życiorys
Początkowo uczęszczał do Eton College, następnie rozpoczął studia z historii na Uniwersytecie Oksfordzkim. W 1924 roku wstąpił do brytyjskiej służby dyplomatycznej. Służył w Teheranie i Rzymie.
W latach 30. rozpoczął pracę w brytyjskim Ministerstwie Spraw Zagranicznych. W trakcie i po zakończeniu II wojny światowej brał udział w konferencjach w Teheranie, Jałcie i Poczdamie. Pełnił obowiązki sekretarza generalnego ONZ od 24 października 1945 do 2 lutego 1946 roku.
Pod koniec lat 40. rozpoczął pracę w Biurze Spraw Zagranicznych, będąc najpierw ambasadorem Wielkiej Brytanii przy Traktacie brukselskim, następnie ambasadorem przy Organizacji Narodów Zjednoczonych. Od roku 1954 do 1960 był ambasadorem we Francji. W roku 1960 uzyskał tytuł Barona Gladwyn z Bramfield. Od roku 1960–1988 roku był przewodniczącym frakcji Partii Liberalna w Izbie Lordów. W latach 1973–1978 był deputowanym do Parlamentu Europejskiego. Na początku lat 90. przeszedł na emeryturę.
Od 1929 roku jego żoną była Cynthia Noble. Mieli dwie córki i syna.